# زنی در پشت نقاب
زنی در پشت نقاب (انگلیسی: Woman in a Veil; کره‌ای: 비밀의 여자) یک مجموعه تلویزیونی کره جنوبی سال ۲۰۲۳ با بازی چوی یون یونگ، لی چه-یونگ و هان کی وونگ است. این مجموعه از ۱۴ مارس تا ۴ اوت ۲۰۲۳، روزهای دوشنبه تا جمعه ساعت ۱۹:۵۰ (کی‌اس‌تی) از کی‌بی‌اس۲ پخش شد.